# Brachypteryx
Brachypteryx är ett släkte med asiatiska flugsnappare inom ordningen tättingar som förekommer från Himalaya till Filippinerna och Flores i Små Sundaöarna. Släktet omfattar tio arter:
- Rostbukig kortvinge (B. hyperythra)
- Mindre kortvinge (B. leucophris)
- Himalayakortvinge (B. cruralis)
- Kinesisk kortvinge (B. sinensis)
- Taiwankortvinge (B. goodfellowi)
- Filippinkortvinge (B. poliogyna)
- Borneokortvinge (Brachypteryx erythrogyna)
- Sumatrakortvinge (Brachypteryx saturata)
- Javakortvinge (B. montana)
- Floreskortvinge (Brachypteryx floris)

Tidigare inkluderades även pärlskvätta (tidigare pärlkortvinge, Heteroxenicus stellatus) i släktet. Även de båda sydindiska arterna med de nuvarande namnen keralaflugsnappare och rostsidig flugsnappare fördes tidigare till Brachypteryx, men DNA-studier visar att de är närmare släkt med flugsnappare i släktet Cyornis, varför de numera placeras i ett eget släkte, Sholicola.